# (49448) Macocha
(49448) Macocha est un astéroïde de la ceinture principale.

## Description
(49448) Macocha est un astéroïde de la ceinture principale. Il fut découvert le 21 décembre 1998 à l'Observatoire d'Ondřejov par Petr Pravec. Il présente une orbite caractérisée par un demi-grand axe de 2,54 UA, une excentricité de 0,21 et une inclinaison de 9,3° par rapport à l'écliptique.

## Compléments